# Bankensystem
Das Bankensystem (oder Bankwesen) ist die Gesamtheit der in einem Staat für die Versorgung der Volkswirtschaft mit Geld oder Kapital und für den Zahlungsverkehr zuständigen privatrechtlich oder öffentlich-rechtlich organisierten Unternehmen einschließlich ihrer organisatorischen Verflechtungen und der für diesen Wirtschaftssektor erlassenen gesetzlichen Regelungen.

## Allgemeines
Dieser sektorale Begriff umfasst die Aggregation von Unternehmen des Tertiärsektors wie Kreditinstituten, Wertpapierdienstleistungsunternehmen, Finanzdienstleistungsinstituten und allen übrigen privatrechtlich oder öffentlich-rechtlich organisierten Unternehmensarten, für die der Betriebszweck ganz oder überwiegend Finanzaufgaben beinhaltet. Dieser monetäre Sektor stellt die Geldversorgung einer nationalen Volkswirtschaft sicher. Dabei wird deutlich, dass das Bankwesen in jedem Staat eine zentrale Rolle in der Volkswirtschaft einnimmt und deshalb durch eine effektive Bankenaufsicht funktionsfähig gehalten werden muss. Der funktionale Begriff sieht das Bankwesen als Finanzintermediär, der Geld oder Kapital zwischen Gläubigern und Schuldnern vermittelt und im Rahmen von Fristen-, Losgrößen- und Risikotransformation deren unterschiedliche monetäre Laufzeit-, Betrags- und Risikovorstellungen in Einklang bringt.
Der Begriff Bankensystem wird eher organisatorisch-institutionell verstanden. Es stellt die Ordnung der Banken eines Landes untereinander und die Beziehung zu ihrer Umwelt dar. Ein Bankensystem ist ein dynamisches Gebilde, das Veränderungen im Zeitablauf unterliegt. Wesentliche, sich im Zeitablauf wandelnde Einflussfaktoren auf das Bankensystem eines Landes sind die herrschende Gesellschafts- und Wirtschaftsordnung und das sich verändernde Zahlungsverhalten (Business-to-Business, Business-to-Consumer, öffentliche Hand). In einem Staat umfasst es die Gliederung in Zentralbanken, Geschäftsbanken und deren Kunden, die Nichtbanken. Dabei unterscheidet man zwischen drei Systemen:
- Trennbankensystem: „Commercial banks“ betreiben das Einlagen- und Kreditgeschäft, „Investment banks“ das Wertpapiergeschäft. Beide Teilsysteme konkurrieren nicht miteinander, sondern ergänzen sich komplementär.
- Universalbankensystem: alle Bankgeschäfte werden allen Kundengruppen angeboten. Hier ist die Konkurrenz sehr groß, so dass ein erheblicher Preis- und Qualitätswettbewerb stattfindet.
- Allfinanzgruppen: durch vertikale und laterale Integration übernahmen Universalbanken auch Bausparkassen, Versicherungen, Vermögensverwaltung und das Kreditkartengeschäft.

Erst die Allfinanzgruppen haben das Bankensystem zu einem offenen System gemacht, das Beziehungen auch zu anderen Systemen zulässt. Zwischen den einzelnen Systemelementen können hinsichtlich der Funktionsfähigkeit des Bankensystems mehr oder weniger intensive Beziehungen (Interbankenhandel) bis hin zu Abhängigkeiten (internationale Bankkonzerne) bestehen. Diese Interdependenzen sind geeignet, meist in Krisenzeiten einen Contagion-Effekt auszulösen, der ein gesamtes nationales und/oder internationales Bankensystem in Mitleidenschaft ziehen kann. „Contagion ist die länderübergreifende Übertragung exogener Schocks, vergleichbar mit einem Spillover-Effekt. Contagion entsteht sowohl in Krisen als auch in Nicht-Krisenzeiten, wobei Contagion nicht zwingend mit einer Krise verbunden sein muss“. Dieser Ansteckungseffekt spielt im Rahmen der Systemrelevanz eine Rolle, wenn die Insolvenz von Banken, Versicherungen oder sonstigen Finanzinstituten die Stabilität des gesamten Finanz- und Bankensystems bedrohen kann.

## Universal- und Trennbankensystem
Banken können nach Tätigkeit in Geschäftsbanken (engl.: Commercial Banks) und Investmentbanken unterschieden werden.

### Universalbankensystem
In einem Universalbankensystem existieren Universalbanken und Spezialbanken nebeneinander.
Das deutsche Universalbanksystem ist strukturell gekennzeichnet vom Drei-Säulen-Modell, der strikten Trennung in Genossenschaftsbanken, Privatbanken und Sparkassen. Dieses System ist nicht durchlässig. So verhinderte der Deutsche Sparkassen- und Giroverband 2007 den Verkauf der Berliner Sparkasse an die Commerzbank. Die Einlagensicherungsfonds sind nur für eine bestimmte Institutsgruppe zuständig, auch auf Verbandsebene ist das Drei-Säulen-Modell verwirklicht.
Das Universalbankensystem europäischer Prägung kann durch Spezialisierung teilweise aufgelöst werden. Dienstleister, die nur zum Teil noch formal Kreditinstitute sind, dringen über Kostendegressionseffekte in Teile des Bankbetriebs (Zahlungsverkehr, Wertpapierverwahrung, Inkasso für fällige Bankforderungen) ein.

### Trennbankensystem
Sind die Bereiche der Geschäftsbanken und der Investmentbanken organisatorisch getrennt, so spricht man von einem Trennbankensystem.
Infolgedessen spezialisieren sich im Trennbankensystem Spezialbanken auf bestimmte Finanzprodukte und Fachbereiche. In den USA galt von 1933 bis November 1999 das Trennbankensystem. Das US-amerikanische Bankensystem näherte sich dem deutschen Bankensystem durch eine weitest gehende Aufhebung der Trennbankenvorschrift durch den Gramm-Leach-Bliley Act (1999) sowie durch die Tatsache, dass alle großen Investmentbanken im Rahmen der Finanzkrise von 2007 entweder von Universalbanken übernommen wurden oder aber ihren Status zu einer Universalbank änderten, an.

#### Argumente pro Trennbankensystem
- Sicherheit der Depositen: Beim Investmentbanking werden größere Risiken eingegangen. In einem Trennbankensystem kann die Refinanzierung nicht über Einlagen erfolgen, so dass die Depositen der Einleger im Trennbankensystem besser geschützt sind.
- Der Vorteil der Commercial Banks beim Zugang zu billigen Krediten ist ein Nachteil für konkurrierende Investmentbanken.
- Interessenkonflikte zwischen Kreditvergabe und Emissionsunterstützung
- Insiderinformationen
- Verhinderung, dass schlechte Kredite durch schlechte Anleihen ersetzt werden.

#### Argumente contra Trennbankensystem
- mehr Wettbewerb im Emissionsgeschäft
- Risikoausgleich
- Subventionsmöglichkeit
- doppelte Kreditwürdigkeitsprüfung

## Amerikanisches Bankensystem

### Regulatorische Vorschriften
- Trennbankensystem: Glass-Steagall Act (1933), Aufhebung durch Gramm-Leach-Bliley Act (1999)
- Begrenzungen bei Filialnetz: McFadden Act (1927): Verbot des Interstate Branching, gelockert durch den Riegle-Neal Act (1994)
- Begrenzung von Aktivitäten: Bank Holding Company Act (1956, heute gültig 1999): Begriff der Financial Holding Company (FHC)

### Bankentypen
- Commercial Banks
- Investment Banks, Security Brokers, Dealers
- Sonstige Non-Banks oder Near-Banks wie Pensionsfonds oder Mutual Funds (Investmentfonds)
- Thrift Institutions: Mutual Savings Bank, Credit Unions, Savings & Loan Associations

### Institutionen
- Federal Reserve System (amerikanische Notenbank) mit zwölf Filialen. Das Federal Reserve Board ist zuständig für die Aufsicht von Financial Holding Companies. Man bezeichnet die Aufsicht auch als Umbrella Supervision.
- Fachaufsicht: Commercial Banks werden vom FDIC und vom OCC überwacht, Investment Banks unterliegen der Aufsicht durch die SEC und CFTC, bundesstaatliche Behörden überwachen die Versicherungen.

## Geschichte
Einigermaßen sichere Belege eines beginnenden Bankwesens gibt es aus dem 6. Jahrhundert v. Chr. über das babylonische Bankwesen, wo um 575 v. Chr. in Babylon das Bankhaus der Igibi Zahlungsaufträge ausgeführt hat. Die griechischen Trapeziten waren zur gleichen Zeit im alten Athen die Geldwechsler und Bankiers, in Ägypten auch die Direktoren der Regierungskassen. Sie führten über ihre Finanztransaktionen genaue Bücher, in denen die Zahlung eines Zahlungspflichtigen von dessen Guthaben abgeschrieben und dem Guthaben des Zahlungsempfängers gutgeschrieben wurde. Dieser Vorgang kann als Vorläufer des heutigen Buchgeldes eingestuft werden.
Das römische Pendant der Trapeziten waren die Argentarii, denen auch Darlehensgeschäfte erlaubt waren.
Im Mittelalter begann die Geschichte des Bankwesens in China. Die „Bancherii“ betrieben im 12. Jahrhundert in Genua auch den Überseehandel (italienisch cambia maritima) und das Wechselgeschäft. Die um 1250 gegründete Florentiner Compagnia dei Bardi entwickelte sich bald zu einem multinationalen Unternehmen mit europäischem Filialnetz.
Erste hierarchische Gliederungen bildeten sich heraus, als 1656 in Schweden die Palmstruch-Bank gegründet wurde, die als erste Notenbank der Welt gilt. Notenbanken privilegierten sich zunehmend von den übrigen Geschäftsbanken, weil sie das Notenprivileg für den Staat wahrnahmen. Unter Bankwesen verstand Johan Adam G. H. Voellinger 1738 eine „Einrichtung, wodurch das Mangelhafte und Unzulängliche des Metallgeldes ersetzt und aller Art des daraus entstehenden Missbrauchs oder Schadens gesteuert werden soll“. Die erste deutsche Notenbank entstand 1785 mit der Königlichen Bank in Berlin, die als Girobank begonnen hatte und 1846 in Preußische Bank umfirmierte.
In England und Wales ermöglichte 1826 die Aufhebung eines Verbotsgesetzes die Gründung von Banken in der Rechtsform der Kapitalgesellschaften, so dass bereits 1850 insgesamt 99 Bankgesellschaften 576 Niederlassungen betrieben und 327 Privatbanken es auf 518 Filialen brachten. Als Folge eines Konzentrationsprozesses schrumpfte dort die Zahl der Privatbanken im Jahre 1913 auf 29 mit lediglich 147 Filialen. Die Möglichkeit der Mobilisierung von Kapital und der langfristigen Kreditierung war die wichtigste Voraussetzung für die zunehmende Industrialisierung.
Nach der vorletzten Weltwirtschaftskrise wurde in den USA ab Februar 1932 (bis 1999) gesetzlich durch den Glass-Steagall Act das Trennbankensystem (Spezialbankensystem) vorgeschrieben, das eine Segmentierung des Bankenmarktes in „Commercial Banking“, „Investment Banking“ und den Sektor der Einlageninstitute erzwang.

## Krisen im Bankensystem

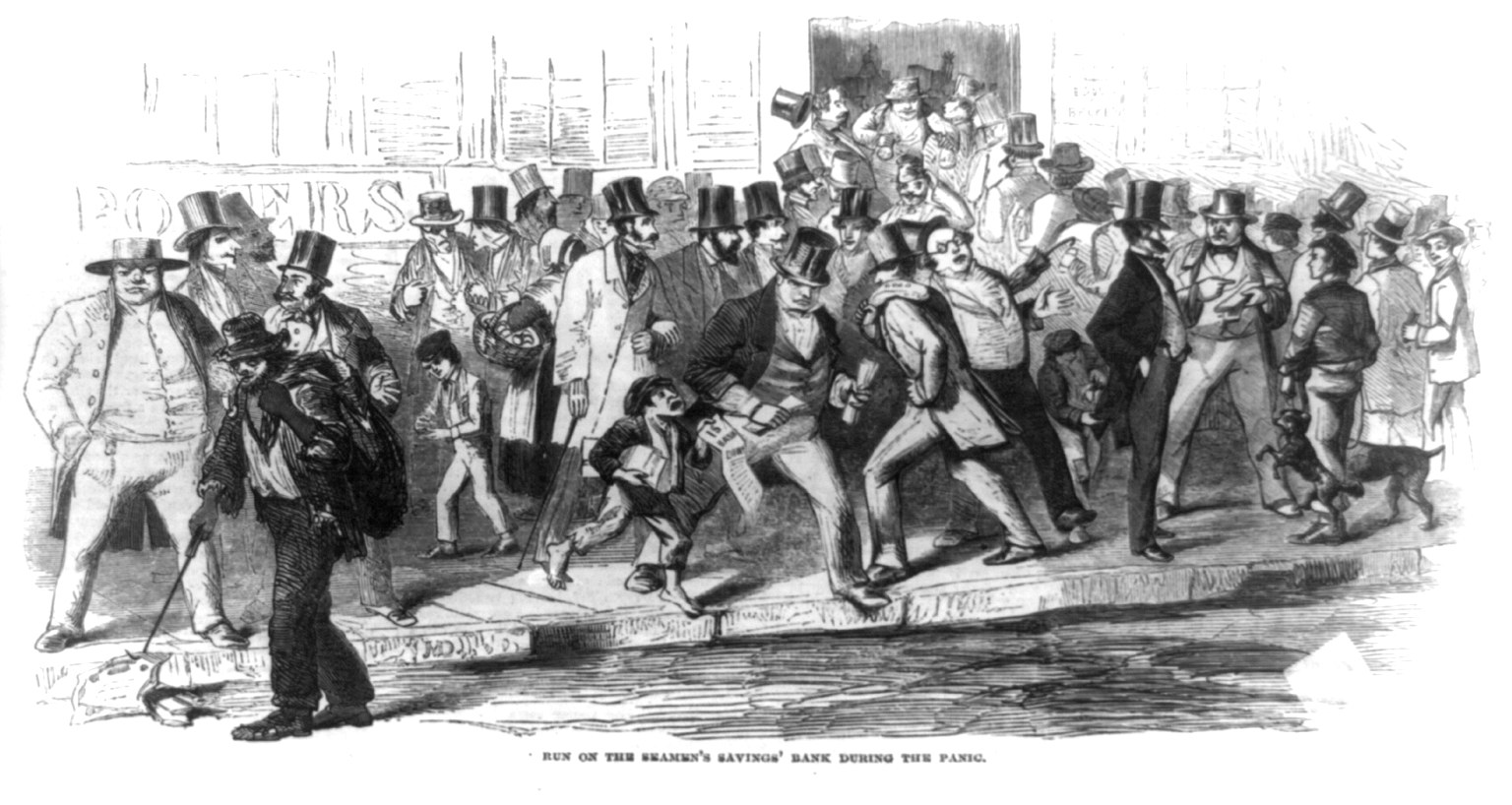
Bank Run auf die Seamen’s Savings’ Bank am 31. Oktober 1857

Bankenkrisen waren stets Teil einer nationalen oder internationalen Wirtschaftskrise; sie haben sie ausgelöst oder waren eine Folge anderer Krisenursachen. Eine der ersten Bankenkrisen war ersichtlich die – durch Spekulationsblasen in London und Paris ausgelöste – Berner Bankenkrise von 1720. Es folgten ausschließlich Bankenkrisen, die Teil einer nationalen oder gar internationalen Wirtschaftskrise waren wie die Wirtschaftskrise vom Mai 1837, Wirtschaftskrise vom August 1857, die Weltwirtschaftskrise vom Oktober 1929, die Deutsche Bankenkrise vom Juni 1931, die Savings-and-Loan-Krise in den USA ab März 1985, die Schwedische Bankenkrise von 1990 oder die weltweite Finanzkrise ab August 2007. Auch neuere Staatskrisen waren von Bankenkrisen begleitet wie die Asienkrise ab März 1997. In der Folge kam es ab Mai 1998 zur Russlandkrise, die Argentinien-Krise begann ab Januar 1999. In der Eurozone verursachten nicht nur sehr hohe Staatsschulden ab April 2010 die PIIGS-Krise, in der sich die Griechenlandkrise als die bisher desaströseste entpuppte. Der PIIGS-Krise folgte die Eurokrise, die zahlreiche Bankenrettungen erforderlich machte.

## Bankwesen in der Wissenschaft
Das Bankwesen und Bankensystem ist Erkenntnisobjekt der Bankbetriebslehre und des Bankrechts. Diese beiden wissenschaftlichen Disziplinen verfolgen drei wissenschaftliche Ziele:
- Deskriptionsziel: Dieses verfolgt eine systematische Erfassung und Darstellung des als Erkenntnisobjekt wesentlichen Ausschnitts der bankwirtschaftlichen/bankrechtlichen Realität des Bankwesens mit Hilfe der empirisch-deduktiven Forschungsmethode. Besondere Bedeutung erhält die Beschreibung in der Bankenstrukturlehre und der Bankgeschäftslehre.
- Erklärungsziel: Es verfolgt die wissenschaftliche Erklärung und Begründung erfahr- und erfassbarer bankwirtschaftlicher/bankrechtlicher Phänomene in intersubjektiv nachvollziehbarer Weise. Erklärungsmodelle sollen Systeme empirisch basierter Hypothesen bilden, die der Aufdeckung funktionaler und kausaler Beziehungen im Bankensystem dienen sollen.
- Gestaltungsziel: Das bei der Verfolgung der vorher genannten Ziele gewonnene Wissen wird hier zum Instrument bei der Gestaltung der bankbetrieblichen/bankrechtlichen Realität gemacht. Dadurch sollen wissenschaftliche Erkenntnisse in praktisch anwendbare Handlungs- und Verhaltensmaximen für die Bankpraxis, Bankenregulierung und Gesetzgebung transformiert werden.

Geschäftsbanken und Zentralbank bilden zusammen das Bankensystem, über das auf der Makroebene eine konsolidierte Bilanz aufgestellt werden kann. Diese beinhaltet die Bilanzen aller Geschäftsbanken und der Zentralbank, die durch Aggregation zusammengefasst werden. In dieser konsolidierten Bilanz sind nicht nur die Einlagen gleich den Krediten, sondern auch die Einlagen von Nichtbanken und Kredite an Nichtbanken sind identisch. Das liegt daran, dass die Bank-zu-Bank-Kredite und Bank-zu-Bank-Einlagen (Interbankenhandel) sich im gesamten Bankensystem entsprechen. Aus der konsolidierten Bilanz wurde dieser Interbankenhandel eliminiert. Wird diese konsolidierte Bilanz aufgeteilt in Bilanzpositionen der Zentralbank und der Geschäftsbanken, sind im Regelfall die Einlagen von Nichtbanken bei Geschäftsbanken größer als die Kredite der Banken an Nichtbanken. Grund ist, dass Kreditinstitute liquide Mittel zwecks Aufrechterhaltung der Zahlungsfähigkeit und weiterer Kreditgewährung als Kreditangebot bereithalten. Die Einlagen von Nichtbanken {\displaystyle E_{N}} sind größer als die Kredite an Nichtbanken {\displaystyle K_{N}}, die Differenz hieraus ist die Überschussreserve {\displaystyle R}:
{\displaystyle E_{N}>K_{N}=R} und {\displaystyle E_{N}-K_{N}=R}.
Diese Überschussreserve ist die Hauptquelle für die Geldschöpfung und den Geldschöpfungsmultiplikator, der im gesamten Bankensystem gilt.